# Angiolo Cabrini
Angiolo Cabrini (Codogno, 9 de març de 1869 – Roma, 7 de maig de 1937) va ser un polític italià.
Va ser militant del Partit Socialista Italià. Entre 1895 i 1900 es va haver d'exiliar a Suïssa per motius polítics. Va ser diputat al Cambra del 1900 al 1919, on va participar en l'elaboració de lleis sobre el repòs dels treballadors i el treball nocturn. Al 1906 va participar en la creació Confederació General del Treball.
El 1912 va ser expulsat del PSI juntament amb Leonida Bissolati i Ivanoe Bonomi per defensar la invasió de Líbia. Llavors van fundar el Partit Socialista Reformista Italià. Va ser voluntari a la Primera Guerra Mundial i al 1919 va participar en la Conferència de Pau de París com a delegat italià. Del 1920 al 1937 va ser cap de la delegació italiana de l'Organització Internacional del Treball.